# Kostel svaté Hedviky Slezské (Zabrze)
Kostel svaté Hedviky Slezské (polsky: Kościół  św. Jadwigi Śląskiej)  je historický římskokatolický dřevěný kostel v městě Zabrze, městská gmina Zabrze, okres Zabrze, Slezské vojvodství a náleží k děkanátu Zabrze, diecéze gliwická, je farním kostelem farnosti svaté Hedviky v Zabrze.
Dřevěný kostel je v seznamu kulturních památek Polska pod číslem A/225/08 z 8. června 2008 a je součástí Stezky dřevěné architektury v Slezském vojvodství.

## Historie
Kostel byl postaven v letech 1928–1929 z iniciativa kněze Józefa Benneka faráře z farnosti sv. Františka z Assisi. Projekt vypracoval architekt Karol Kuttentodt. První výkop byl proveden 16. května 1928, základní kámen položen 8. července 1928. Kostel byl vysvěcen 25. srpna 1929. Do roku 1945 byl kostelem filiálním. Kostel byl opravován v letech 1946, 1952 (střecha), 1977 a 2005–2006.

## Architektura
Jednolodní orientovaná dřevěná stavba roubené konstrukce, bedněna deskami. Kostel je postaven na 57 tunové železobetonové desce. Půdorys kostela je dvanácti stěn se čtyřmi osmibokými věžemi po obvodu. Střecha lodi je sedlová, věže jsou zakončeny jehlicovitou střechou pokryté měděným plechem. Střechy lodi, kněžiště a boční přístavby jsou kryté střešními taškami. V horní části lodi jsou prolomena oválná osmiboká okna. Okna ve věžích a nižších partiích jsou obdélníková. V roce 1997 byl změněn venkovní vzhled kostela, když bednění z modřínových desek namísto vodorovné polohy byly položeny svisle. Vodorovné bednění je zachováno na věžích.

## Interiér
V lodi je plochý strop. Vnitřní vybavení je převážně z období 1930–1941. V hlavním oltáři se nacházejí dva vyřezávané obrazy sv. Hedviky Slezské jak staví kostel a jak rozdává chléb chudým. V kostele jsou čtyři boční oltáře. Šestý oltář se nachází v kapli sv. Barbory a je zhotoven z černého uhlí. Na hudební kruchtě se nacházejí varhany z roku 1883 vyrobené firmou Gebruder Walter (Góra u Poznaně). Varhany byly přemístěny z Lutně (Polsko). V kostele se nacházejí plastiky sv. Jozefa, sv. Barbory nebo Panny Marie  Fatimské. V letech 1994–2001 byla provedena generální oprava interiéru a instalováno 18 vitráží.